# Harvey (obra de teatro)
Harvey es una obra de teatro en tres actos de la dramaturga estadounidense Mary Chase, estrenada en 1944.

## Argumento
Ambientada en la ciudad de Denver, se centra en la historia de Elwood P. Dowd, un hombre afable y querido por todos que dice tener un invisible (y, presumiblemente, imaginario) amigo llamado Harvey - y al que Elwood describe como una especie de conejo antropomórfico de unos dos metros de altura. Elwood presenta a Harvey a todos sus conocidos. Su ambiciosa hermana, Veta, encuentra cada vez más embarazoso ese comportamiento y decide internarlo en un sanatorio. Ya en el centro tiene lugar la ceremonia de la confusión y Veta termina internada a causa de un error del Dr. Sanderson. Solventada la confusión, comienza la búsqueda de Elwood que reaparece inopinadamente en el sanatorio, buscando a su amigo Harvey del que dice haber perdido la pista. Normalizada la situación, se decide proceder a inyectar al pobre Elwood un suero que hará de él un "ser humano perfectamente normal", con todas sus miserias y mezquindades. Ante esas tesituras, Veta da marcha atrás y decide quedarse con el Elwood bondadoso que ya conoce y quiere, aunque ello suponga tener que seguir viviendo con Harvey.

## Representaciones destacadas
Estrenada en el 48th Street Theatre de Broadway (Nueva York), el 1 de enero de 1944, estuvo dirigida por Antoinette Perry e interpretada por Frank Fay (Elwood), Josephine Hull (Veta), Dora Clement y Robert Gist.
En Broadway se ha repuesto en dos ocasiones. En 1970, con James Stewart retomando el personaje principal, al que dio vida en el cine, acompañado de Helen Hayes en el papel de Veta. Y en 2012, con Jim Parsons y Jessica Hecht.
En Londres se estrenó en 1949 en el Prince of Wales Theatre y en París en 1950, en el Théâtre Antoine, con dirección de Marcel Achard e interpretación de Fernand Gravey, Jacques Baumer, Jane MarKen, Catherine Damet, André Versini y Pierre Mondy.
En España el montaje data de 1959 en el Teatro Lara de Madrid. Dirigida por Adolfo Marsillach que, además, asumió el papel protagonista, también contó en el elenco con Amparo Baró, Carmen López Lagas, Gemma Cuervo, Lola Lemos, Magda Roger, Luis Morris, Fernando Martín Calvo, Antonio Queipo, Francisco Melgares y Luis Villar, así como los decorados de Emilio Burgos.

## Adaptaciones
La más célebre de las adaptaciones es la película homónima de 1950, titulada en España El invisible Harvey, dirigida por Henry Koster y protagonizada por James Stewart.
Ha sido adaptada tres veces a la televisión estadounidense: en 1958, con Art Carney; en 1972, de nuevo con James Stewart y en 1998 con Harry Anderson. Y cuatro veces por la televisión alemana, en 1959, 1967, 1970 (con Heinz Rühmann) y 1985.

## Premios
- Premio Pulitzer.